# Rostraria hispida
Rostraria hispida är en gräsart som först beskrevs av Gaetano Savi, och fick sitt nu gällande namn av Dogan. Rostraria hispida ingår i släktet borstäxingar, och familjen gräs. Inga underarter finns listade i Catalogue of Life.